# Carmina Burana (handschrift)

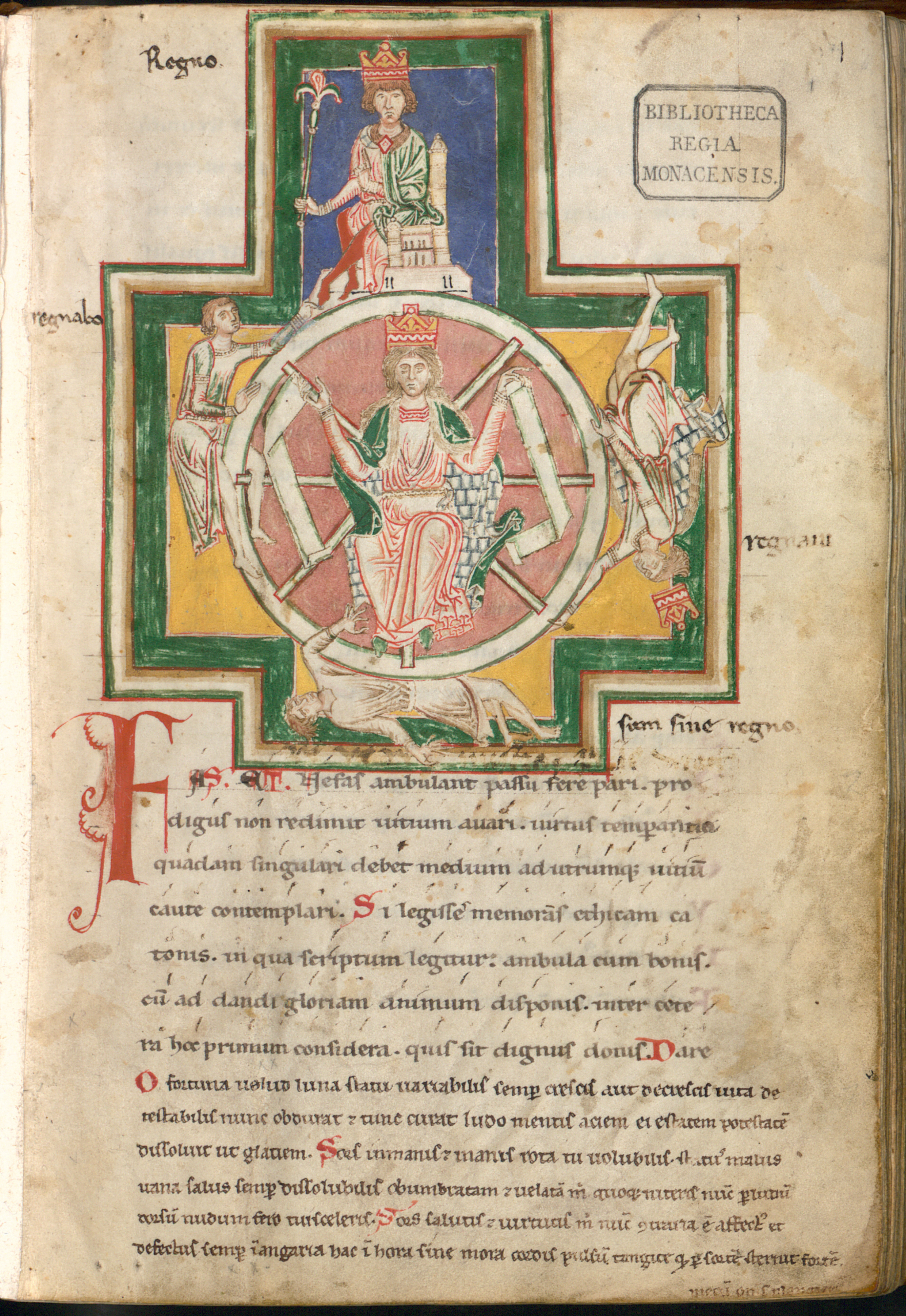
Codex Buranus (Carmina Burana); München, Bayerische Staatsbibliothek

De Codex Buranus ook bekend als de Carmina Burana is een manuscript uit de middeleeuwen dat in 1803 werd ontdekt door Christoph von Aretin in de benedictijnerabdij van Benediktbeuern in Beieren. Het werd later overgebracht naar München (Bayerische Staatsbibliothek), waar het bewaard wordt als Clm 4660. Enkele losbladige fragmenten werden ontdekt door Wilhelm Meyer en in 1901 gepubliceerd als de Fragmenta Burana. Zij worden eveneens bewaard in de Bayerische Staatsbibliothek als Clm 4660a.
Carmina Burana betekent letterlijk liederen van Beuern (naar de naam van de abdij). De collectie bestaat uit meer dan 228 gedichten en liederen over zeer uiteenlopende onderwerpen. Het handschrift toont ons een doorsnede van de profane
liedkunst van de 12e en vroege 13e eeuw. Het aantal gedichten of liederen dat gerapporteerd wordt is afhankelijk van de wijze van tellen, sommige auteurs rapporteren meer dan 350 liederen. De naam Carmina Burana werd voor het eerst gebruikt door Johann Andreas Schmeller, de toenmalige bibliothecaris van de Hofbibliothek, die op aandringen van Jacob Grimm in 1847 een eerste uitgave van het werk verzorgde.

## Codicologische informatie
Het handschrift bevat 112 perkamenten folia van ca. 250 bij 170 mm groot. Het tekstblok meet 170 à 185 bij 110 mm. De tekst werd geschreven in een vroeggotische minuskel, een overgangsvorm tussen de Karolingische minuskel en de gotische textura, in een kolom met meestal 22 lijnen per blad. Het handschrift bevat acht miniaturen. Er waren drie scribenten betrokken bij het eerste deel van het boek (folia 1 tot 106), maar als men het aanhangsel (fol. 107-112) en de correcties er bij neemt zijn in totaal meer dan 30 handen aan te wijzen. Het zijn vooral de schrijvers h1 en h2 die het grootste deel van het werk voor hun rekening namen en het in korte tijd realiseerden. Achteraf zijn er nog toevoegingen en correcties aangebracht tot in de 14e eeuw. Aan het begin van het handschrift zijn een aantal katernen verloren gegaan. Men heeft geen idee over de omvang of de inhoud.
Naast de acht miniaturen is het handschrift mooi versierd met initialen en penwerk. Het begin van een lied wordt telkens gekenmerkt met een grote, meestal rode, initiaal van drie of meer lijnen hoog. Het begin van de volgende strofen werd aangeduid met een kleine initiaal, zoals trouwens ook het begin van de verzen werd aangeduid met een kleine initiaal. De grote initialen zijn gedecoreerd met rank- en penwerk. Soms gaat het over bewoonde initialen waarin een gezicht werd geschilderd. De liedteksten zijn als een prozatekst aan elkaar geschreven zonder rekening te houden met de liedregels. Bij de verzen begint elk vers op een nieuwe lijn.
De meeste gedichten/liederen zijn in het Latijn geschreven, maar ongeveer 40 van de liefdesliederen bevatten ook strofen in het Middelhoogduits en enkele liederen bevatten Oudfranse strofen en Occitaanse teksten. Het handschrift bevat ook een dozijn teksten die volledig of grotendeels in het Middelhoogduits zijn geschreven.
Een vijftigtal liederen zijn voor een deel voorzien van eenstemmige muziek (alleen een melodie), genoteerd in lijnloze neumen. Dit is vandaag voor ons niet meer omzetbaar in melodie. Over de uitvoeringspraktijk valt vandaag ook niets meer te zeggen; het blijft een open vraag of de liederen met muzikale begeleiding, eenstemmig of meerstemmig werden uitgevoerd. De neumennotatie kan ons daar niets over leren. Bij de meeste liederen werd er plaats open gelaten om een neumennotatie toe te voegen.
Het handschrift werd waarschijnlijk in het begin van de 14e eeuw voor het eerst ingebonden.
De oorspronkelijk volgorde ging hierbij of bij een latere binding in de 17e eeuw verloren. In functie van de huidige nummers zag de oorspronkelijke volgorde er als volgt uit:
?43-48,1,2; 3-42; ?49?; 73-82; 50-55,?56; 57-72; 83-98; ?99-106; I; II-IV; V-VI; 107-112,VII.

## Ontstaan
Het werk ontstond waarschijnlijk in de periode van 1220-1230 en er werden toevoegingen gedaan tot in de tweede helft van de 14e eeuw. Op basis van verwijzingen in de teksten van enkele liederen vermoedde  de paleograaf Bernard Bischoff in 1967 dat het handschrift ontstond in het zuiden van Oostenrijk, in het hertogdom Stiermarken. Het zou dan gemaakt zijn aan het hof van de bisschop van Seckau. Bisschop Heinrich die het ambt bekleedde van 1232 tot 1243 werd vernoemd als proost van Maria Saal in een van de liederen (in de latere bijvoegsels), zou dan de opdrachtgever zijn. Georg Steer publiceerde in 1983 een studie die het werk, op basis van een ganse reeks taalkundige argumenten, plaatst in Brixen in Zuid-Tirol. Het zou dan ontstaan zijn in het Kloster Neustift, het enige centrum dat een werk van dergelijke omvang kon leveren. Maar de discussie over opdrachtgever en ontstaansplaats is daarmee zeker niet ten einde. Olivia Sayce publiceerde in 1992 een studie waarin ze de hypothese van Steer ondersteunde. Volgens haar was het werk ontstaan in een gebied waarin zowel het Beiers als het Alemannisch gebruikt werden en waar er Italiaanse invloeden waren op het schrift. Ook volgens haar is Brixen een goede kanshebber, maar dan wel de kathedraalschool. In een uitgebreide studie uit 2003 poneert Johann Drumbl dan weer de hypothese dat de codex zou samengesteld zijn door een hoge prelaat aan het hof van Keizer Frederik II tijdens diens verblijf in Trento in de zomer van 1236. De kunsthistorici zijn het er wel over eens, dat het werk niet ontstond in de abdij van Benediktbeuern maar hoe het daar terecht kwam is tot op heden niet geweten.

## Samenstelling
De codex is eigenlijk een omvangrijke bloemlezing van diverse wereldlijke liederen en verzen. Het grootste deel van de inhoud bestaat uit twee soorten poëtische teksten:
- zingbare ritmische liederen
- metrische leesverzen of Versus.

### Metrische verzen
Er zijn een paar langere metrische verzen in het handschrift opgenomen. Die langere gedichten waren vaak van bekende dichters of stamden uit bekende verzamelingen. Ze zijn in diverse middeleeuwse handschriften terug te vinden.
Maar het grootste deel van de versus waren kort, spreekwoordachtig en vaak met een belerende inhoud. In de codex werden ze gebruikt als een soort deviezen om de liederen van elkaar te scheiden en in een didactisch raamwerk te plaatsen. Men kan ze zien als commentaar of kritiek op de voorafgaande liederen. Samen vormen ze een kleine morele bloemlezing, in die tijd een veel gebruikt vormingsinstrument. De redacteur van de Codex Buranus heeft deze verzen waarschijnlijk uit bestaande florilegia overgenomen, ze zijn alleszins meestal terug te voeren uit de toen gangbare litteratuur.

### Liederen
De bronnen van de liedteksten zijn moeilijker te achterhalen. De redacteur heeft waarschijnlijk geput uit meerdere bestaande verzamelingen. De codex is geen afschrift van een bestaand handschrift, maar ook geen bundel van afzonderlijk verzamelde liederen. Men kent een aantal parallelhandschriften die vaak een zodanige overeenkomst in de volgorde van een aantal teksten tonen, dat men kan uitgaan van een gemeenschappelijke  model. Als bronnen kunnen verzamelwerken van dichters zoals Petrus van Blois of Walter van Châtillon gediend hebben, maar ook Franse, Engelse en Spaanse muziekhandschriften.

### Auteurs
Carl Orff was, naar de toenmalige gangbare opinie, van mening dat de gedichten het werk waren van rondtrekkende minnestrelen en goliarden maar de teksten waarvoor een auteur of een bron kan geïdentificeerd worden, wijzen meestal naar geleerden en geestelijken. Zo zijn er teksten opgenomen van Walter van Châtillon (1135-1204), Hugo van Orléans, Petrus van Blois (1135-1211), Philippe le Chancelier (1165-1236), Godfried van St. Victor (ca. 1125/30- ca. 1194) en volgens sommigen zou het werk ook een gedicht bevatten van Pierre Abélard (1079-1142). Ook van Duitse dichters zijn een aantal werken in de Carmina Burana gekopieerd, onder meer van Dietmar von Aist (1115-1171), Heinrich von Morungen (1218), Reinmar der Alte, Walther von der Vogelweide (1170-1230), Otto van Botenlauben, Neidhart von Reuental. Daarnaast zijn er gedichten van de Archipoeta (ca. 1130-1165à1167) die verbonden was aan het hof van Rainald van Dassel, aartsbisschop en keurvorst van Keulen en aartsambt van keizer Frederik I van Hohenstaufen. Er zijn een aantal gedichten die gebaseerd zijn op het werk van klassieke auteurs zoals Ovidius, Horatius, Decimus Magnus Ausonius en Juvenalis. De overgrote meerderheid van de liederen en gedichten zijn echter anoniem. De kennis van de klassieken, van de antieke mythologie en van het Latijn wijst erop dat de auteurs geen onbemiddelde, haveloze, dronken zwervers waren, maar waarschijnlijk gevestigde geestelijken, clerici, juristen, dokters en leraren Latijn die in de teksten hun herinneringen aan de prettige kanten van het studentenleven beschreven.
De door B.J. Docen in 1807 gepubliceerde bespreking zette het handschrift neer als een liedboek van rondtrekkende vaganten en dit romantische beeld heeft lang het beeld van het handschrift bepaald. Tegenwoordig is men het erover eens dat het handschrift op korte tijd werd samengesteld door en geschreven in opdracht van een verzamelaar en liefhebber van ritmische, berijmde en vaak zingbare poëzie; Het handschrift is te zorgvuldig opgezet,te mooi gemaakt en in te goede staat bewaard, om uit het bezit van een rondtrekkende vagant te stammen.

## Inhoud
Het werk bevat in zijn originele volgorde vier secties:
- Morele en satirische gedichten (1-55)

De eerste sectie bevat gedichten die dikwijls handelen over corruptie en immoraliteit en aanklagen dat de wereld niet meer bestuurd wordt met wijsheid en deugd, maar dat het geld de grootste heerser over de wereld is geworden. Ook de achteruitgang van kennis en opleiding wordt in deze gedichten aangeklaagd. Een mooi voorbeeld hiervan is een parodie op het evangelie van Marcus, het evangelie van de zilveren mark (Evangelium secundum Marcas argenti), dat vertelt hoe de paus en de kardinalen alleen nog na kontante betaling aanspreekbaar zijn en hun functies vervullen. De dichters klagen over de oneerlijkheid en de corruptie in de rechtspraak en kritiseren de adel en de clerus die slechts uit zijn op geld.
- Liefdesliederen (56-186)

Dit is de grootste sectie met 188 liederen. Naast navertellingen van historische verhalen zoals Aeneas en Dido gaan de liederen vooral over persoonlijke ervaringen met de romantische liefde, verhalen over onbeantwoorde passie en gedichten die woede en toorn tegenover ontoegankelijke, hoogmoedige aanbedenen uitdrukken. Veel van de gedichten beginnen met een natuurbeschrijving, vooral van de lente, het seizoen bij uitstek voor ontluikende liefdes. Een groot aantal van de liederen zijn zeer expliciet erotisch en volledig op de man gericht. Ze schilderen beelden die weinig aan de verbeelding overlaten en richten de mannelijke aandacht op het vrouwelijke lichaam om lustgevoelens op te wekken. Een aantal liederen beschrijven zelfs verkrachting als een amoureuze daad. Nochtans is ook deze sectie geen toevallig samenraapsel van gedichten, maar een deel van een modelliedboek dat met veel zorg werd samengesteld.
- Drink- en speelliederen (187-226)

De drink en speelliederen zijn van een gans ander gehalte: ze evoceren de sfeer in de kroeg en hebben ogenschijnlijk weinig met de rest van het boek te maken.  Niettemin is ook dit deel van het handschrift kalligrafisch uiterst verzorgd, werden er neumen voor de melodielijn aan toegevoegd en werd het geïllustreerd met vier van de acht miniaturen die het handschrift bevat. Kunsthistorici hebben hierover allerlei uiteenlopende theorieën ontwikkeld die proberen te verklaren waarom dergelijke disparate teksten in het handschrift werden opgenomen, maar zijn tot op heden niet tot een algemeen aanvaarde oplossing gekomen.
- Religieuze drama’s (227-228)

Het boek besluit met twee religieuze spelen, de voorlopers van het moderne theater. Het eerste is een kerstspel, een traditie die tot op vandaag in sommige landen in ere wordt gehouden. Het tweede verhaalt over de koning van Egypte tijdens het verblijf van de heilige familie daar en over Pontius Pilatus.

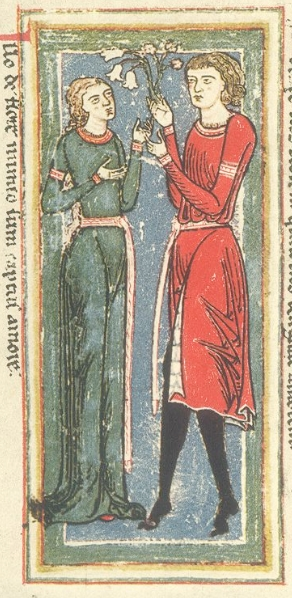
Codex Buranus, f72v, Jongen geeft bloem aan meisje

## Verluchting
Het handschrift bevat acht miniaturen.
- f1r. Rad van fortuin.
- f64v: Volbladminiatuur met twee natuurzichten; het bovenste is een landschap met vogels, het onderste een landschap met andere dieren.
- f72v: Dwarsliggende miniatuur; jongen geeft bloemen aan een meisje.
- f77v: Halfbladminiatuur bij het verhaal van Aeneas en Dido; in de bovenste helft zien we de zelfmoord van Dido, in de onderste de afvaart van Aeneas.
- f89v: Miniatuur 4 lijnen hoog: vier drinkende figuren.
- f91r: Miniatuur 7 lijnen hoog: twee tafels waaraan met de teerlingen wordt gespeeld, met een gezelschap dat toekijkt.
- f91v: Miniatuur 7 lijnen hoog: twee personen die backgammon spelen, een derde brengt een beker.
- f92r: Miniatuur van 7 lijnen hoog: twee schaakspelers en een derde persoon die een beker aanbrengt.

De miniaturen zijn vrij zorgvuldig getekend maar eerder onzorgvuldig ingekleurd. De meest bekende miniatuur, het rad van fortuin, bevindt zich vandaag op de eerste bladzijde van het handschrift, maar dat was niet de originele positie. De miniatuur illustreert de wisselvalligheid van het lot. Links zien we een jonge man die met het draaiende rad naar boven wordt gevoerd. Naast hem staat de tekst ‘regnabo’, ik zal regeren. Daarna zien we hem bovenaan in het midden in koninklijke outfit naast de tekst ‘regno’, ik regeer. Maar als het rad doordraait valt hij van zijn troon en verliest zijn kroon, wat geïllustreerd wordt met de tekst ‘regnavi’, ik heb geregeerd. Onderaan het rad ligt hij gevallen op de grond met de boodschap ‘sum sine regno’, ik heb geen koninkrijk. De getroonde figuur in het midden van het rad werd meestal geassocieerd met Fortuna, maar een aantal onderzoekers zien hierin een afbeelding van Frederik II. De afbeelding lijkt trouwens heel erg op een zegel van Frederik dat hij ging gebruiken na zijn aanstelling als keizer in 1220.
Het is duidelijk dat het oorspronkelijk niet de bedoeling was het manuscript te illustreren. Dit blijkt duidelijk uit de plaatsing van de miniaturen, soms op het einde van de tekst die ze illustreren en uit het feit dat ze de tekst overlappen. De miniatuur op f72v moest verticaal geplaatst worden bij gebrek aan ruimte en de miniatuur bij het verhaal van Aeneas en Dido gebruikt dan weer niet de beschikbare plaats. Het kruis waarin het rad van fortuin is getekend, is onderaan samengedrukt om in de open ruimte te passen en overschrijft de neumen van de eerste tekstlijn. De tekst “O Fortuna” onderaan het blad is trouwens ook later toegevoegd. Dit alles toont aan dat het over een origineel exemplaar gaat en niet over een kopie van een ander handschrift.

## Moderne bewerkingen

### Opnames
De muzieknotatie bij de liederen, in lijnloze neumen, kan niet zonder meer in modern notenschrift worden omgezet, maar dankzij het werk van Walther Lipphardt, werden ongeveer 50 melodieën gereconstrueerd en in 1979 uitgegeven door Michael Korth en René Clemencic.
Verscheidene ensembles maakten opnamen van reconstructies van de originele melodieën waaronder het New London Consort, het Clemencic Consort, het Ensemble Unicorn het Ensemble Oni Wytars en de Boston Camerata.

### Bewerkingen
De Carmina Burana zijn vooral bekend geworden in de bewerking door Carl Orff. De liederen van de Carmina Burana komen voor een deel ook voor in andere liederencollecties, zoals de Carmina Cantabrigiensia en de Cantigas de Santa Maria van Alfonso el Sabío. Carl Orff is vooral bekend door het lied "O Fortuna" uit de Carmina Burana dat gaat over hoe het lot en geluk niet beïnvloedbaar zijn.
Vanaf 2005 heeft Corvus Corax een reeks gedichten gebruikt in Cantus Buranus (een project dat bestaat uit 3 albums). Tanzwut, een ander project van Corvus Corax, heeft ook al enkele gedichten verwerkt in hun muziek. O Fortuna is ook verwerkt in dit project.
In 2011 hebben The Piano Guys een meer modernere versie van dit lied uitgegeven. Het is opgenomen in hun eerste album 'Hits, Vol. 1'.